# 哈里斯-托达罗模型
哈里斯-托达罗模型（英語：Harris–Todaro model）是1970年由约翰·R·哈里斯和迈克尔·P·托罗达提出并以他们命名的经济模型，常用于发展经济学和福利经济学，以解释有关农村-城市间人口遷徙的一些问题。该模型的主要假设是，决定移民与否是基于农村和城市地区之间的预期收入差异，而不仅仅是工资差异。这意味着，若预期的城市收入超过预期的农村收入，则即使在城市高失业率的背景下，从农村向城市移民在经济上仍是合理的。

## 概述
在该模型中，城市地区的预期工资（按失業率调整后的实际工资）和农业工人的边际产量相等时，达到均衡状态。该模型假设农村农业部门不存在失业问题，还假设农村农业生产和随后的劳动力市场具有完全竞争。结果，农业农村工资等于农业边际生产力。在均衡状态下，农村人口向城市迁移率为零，因为预期的农村收入等于预期的城市收入。然而，在这种均衡中，城市部门会出现正的失业率。该模型解释了中国的国内的流动人口现象，因为区域收入差距已被证明是农村到城市移民的主要驱动力，而城市失业是许多城市的地方政府的关注要点。中国一些学者近些年对哈里斯—托达罗模型做了扩展，用以分析发展中国家工资不平等的问题。

## 形式
哈里斯-托达罗模型的均衡条件的正式的表达如下：
- 令 wr 为农村农业部门的工资率（劳动的边际生产率）。
- 令 le 为城市部门职位总数，它应该等于就业城市职工的数量。
- 令 lus 为城市部门求职者、就业者和失业者的总数。
- 令 wu 为城市部门工资率，这也可能会被政府以最低工资法设置。

如果出现以下情况，将出现农村向城市的迁移：
{\displaystyle \ w_{r}<{\frac {l_{e}}{l_{us}}}w_{u}}
相反，如果出现以下情况，将出现城市向农村的迁移：
{\displaystyle \ w_{r}>{\frac {l_{e}}{l_{us}}}w_{u}}
在均衡时，
{\displaystyle \ w_{r}={\frac {l_{e}}{l_{us}}}w_{u}}
随着工人与职位的随机匹配，职位与求职者总数的比率提供了从农业部门迁至城市部门的任何人都能够找到工作的可能性。结果，在均衡状态下，农业工资率等于预期的城市工资率，即城市工资乘以就业率。

## 结论
因此，如果出现以下情况，农村地区将有更多人迁往城市地区：
- 城市部门（le）的城市工资（wu）增加，增加了预期的城市收入。
- 农业生产率下降，降低农业部门的边际生产率和工资（wr），降低了预期的农村收入。

然而，尽管这种迁移造成了失业并导致非正规部门的增长，但这种行为在哈里斯-托达罗模型的背景下具有经济上的合理性并且最大化了效用。只要移民的经济人拥有关于农村和城市工资率以及就业率的完整和准确的信息，他们就会做出最大化预期收入的决策。

### 延伸阅读
- Harris, John R. & Todaro, Michael P., , American Economic Review, 1970, 60 (1): 126–142, JSTOR 1807860

- Chen Jiong (1994), "The Harris-Todaro Model of Labor Migration and Its Commercial Policy Implications". Iowa State University.

- Neary, J. Peter. . Economica. 1981, 48 (191): 219–234. JSTOR 2552914. doi:10.2307/2552914.